# سيمون باكيوكي
سيمون باكيوكي (بالإيطالية: Simone Bacciocchi)‏ (و. 1977  م) هو لاعب كرة قدم، ومدرب كرة قدم من سان مارينو، ولد في مدينة سان مارينو، مركز لعبه هو مُدَافِع.

## روابط خارجية
- سيمون باكيوكي على موقع الاتحاد الدولي (مؤرشف)  (الإنجليزية)
- سيمون باكيوكي على موقع الاتحاد الأوربي (الإنجليزية)
- سيمون باكيوكي على موقع قاعدة بيانات كرة القدم.إي يو (الإنجليزية)
- سيمون باكيوكي على موقع ناشيونال فوتبول تيمز (الإنجليزية)
- سيمون باكيوكي على موقع Soccerway.com (الإنجليزية)
- سيمون باكيوكي على موقع عالم كرة القدم.نت (الإنجليزية)